# Beuchen (Amorbach)
Beuchen ist ein Gemeindeteil der Stadt Amorbach im unterfränkischen Landkreis Miltenberg in Bayern.

## Geographie
Das Kirchdorf Beuchen liegt im Odenwald auf 458 m ü. NHN auf einem Bergrücken zwischen den Tälern von Mud und Morre an der Kreisstraße MIL 8, die im Ort endet. Östlich liegt das zu Schneeberg gehörende Dorf Zittenfelden, südwestlich befindet sich Preunschen, ein Gemeindeteil von Kirchzell. Im Süden von Beuchen verläuft die Landesgrenze zu Baden-Württemberg.

## Geschichte
Beuchen wurde am 18. Juni 1350 in einer Mainzer Urkunde erstmals urkundlich erwähnt. Am 1. Januar 1975 wurde die bis dahin selbstständige Gemeinde Beuchen nach Amorbach eingemeindet.